# 贵阳国际金融中心
贵阳国际金融中心（英語：Guiyang International Finance Center），为中华人民共和国贵州省贵阳市的一栋超高层摩天大楼，位于观山湖区观山湖西CBD商圈核心区域，由中天城投集团投资建设，中国建筑第四工程局承建，于2020年建成。

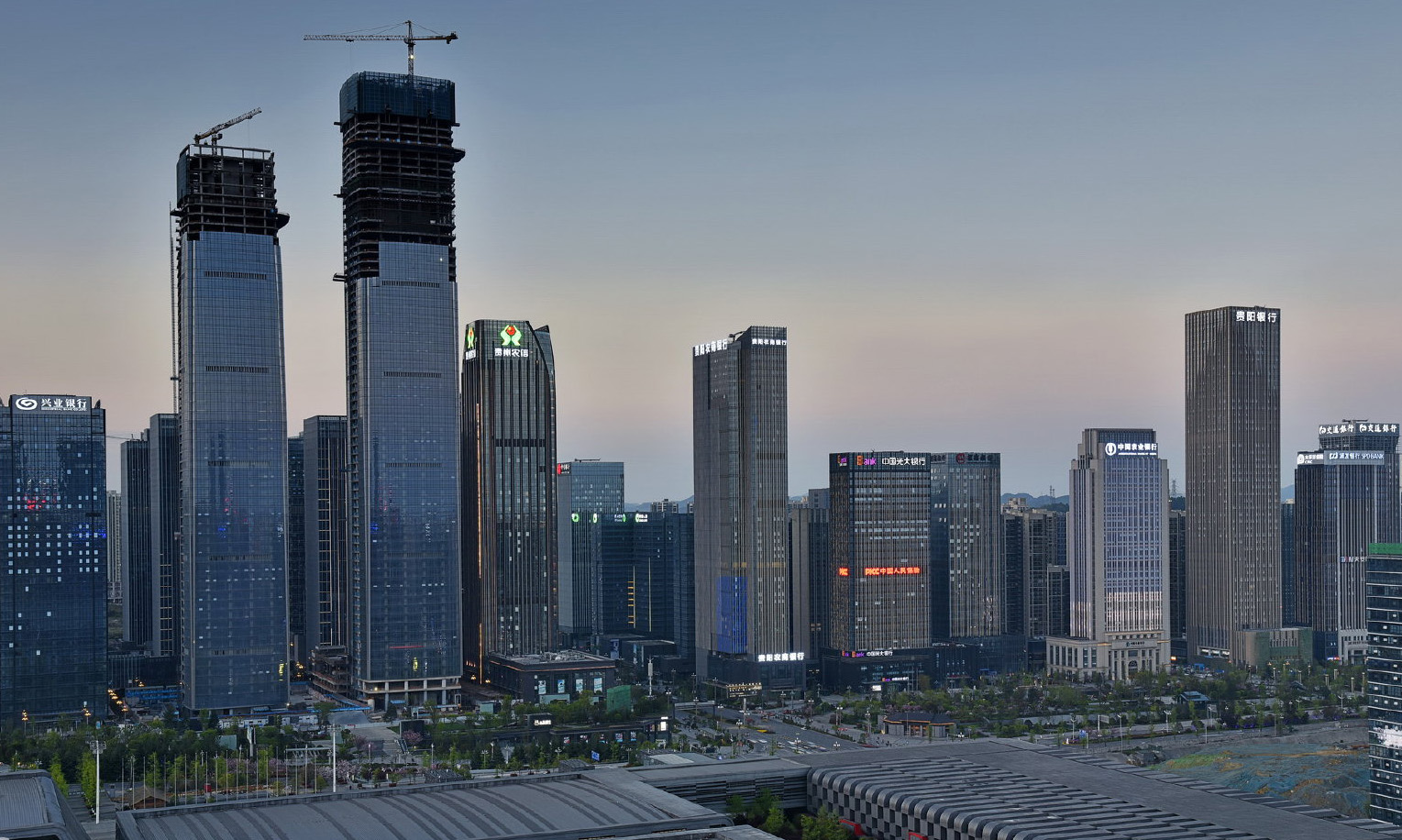
建设中的贵阳国际金融中心